# Ashnan Corona
Ashnan Corona est une corona, formation géologique en forme de couronne, située sur la planète Vénus par 50,2° N et 357° E. Elle est localisée dans le quadrangle de Lakshmi Planum. Elle a été nommée en référence à Ashnan, déesse sumérienne de la moisson. 

## Géographie et géologie
Ashnan Corona couvre une surface circulaire d'environ 300 km de diamètre. 